# Дмитриевский сельсовет (Бугурусланский район)
Дмитриевский сельсовет — сельское поселение в Бугурусланском районе Оренбургской области Российской Федерации.
Административный центр — село Дмитриевка.

## История
9 марта 2005 года в соответствии с законом Оренбургской области № 1895/321-III-ОЗ образовано сельское поселение Дмитриевский сельсовет, установлены границы муниципального образования.

## Население
| 2010 | 2012 | 2013 | 2014 | 2015 | 2016 | 2017 |
| ---- | ---- | ---- | ---- | ---- | ---- | ---- |
| 883  | ↘856 | ↘841 | ↘816 | ↘796 | ↘774 | ↘746 |
| 2018 | 2019 | 2020 | 2021 |      |      |      |
| ↘716 | ↘705 | ↘703 | ↘683 |      |      |      |

## Состав сельского поселения
| № | Населённый пункт      | Тип населённого пункта       | Население |
| - | --------------------- | ---------------------------- | --------- |
| 1 | Дмитриевка            | село, административный центр | 351       |
| 2 | Мордовский Бугуруслан | село                         | 357       |
| 3 | Савруша               | село                         | 175       |